# Comuna Cervona Sloboda, Nedrîhailiv
Cervona Sloboda (în ucraineană Червона Слобода) este o comună în raionul Nedrîhailiv, regiunea Sumî, Ucraina, formată din satele Cervona Sloboda (reședința), Horkove și Meleșkivka.

## Demografie
Componența lingvistică a comunei Cervona Sloboda
     Ucraineană (96,12%)
     Rusă (3,57%)
     Alte limbi (0,16%)
Conform recensământului din 2001, majoritatea populației comunei Cervona Sloboda era vorbitoare de ucraineană (96,12%), existând în minoritate și vorbitori de rusă (3,57%).